# Isocitratdehydrogenas

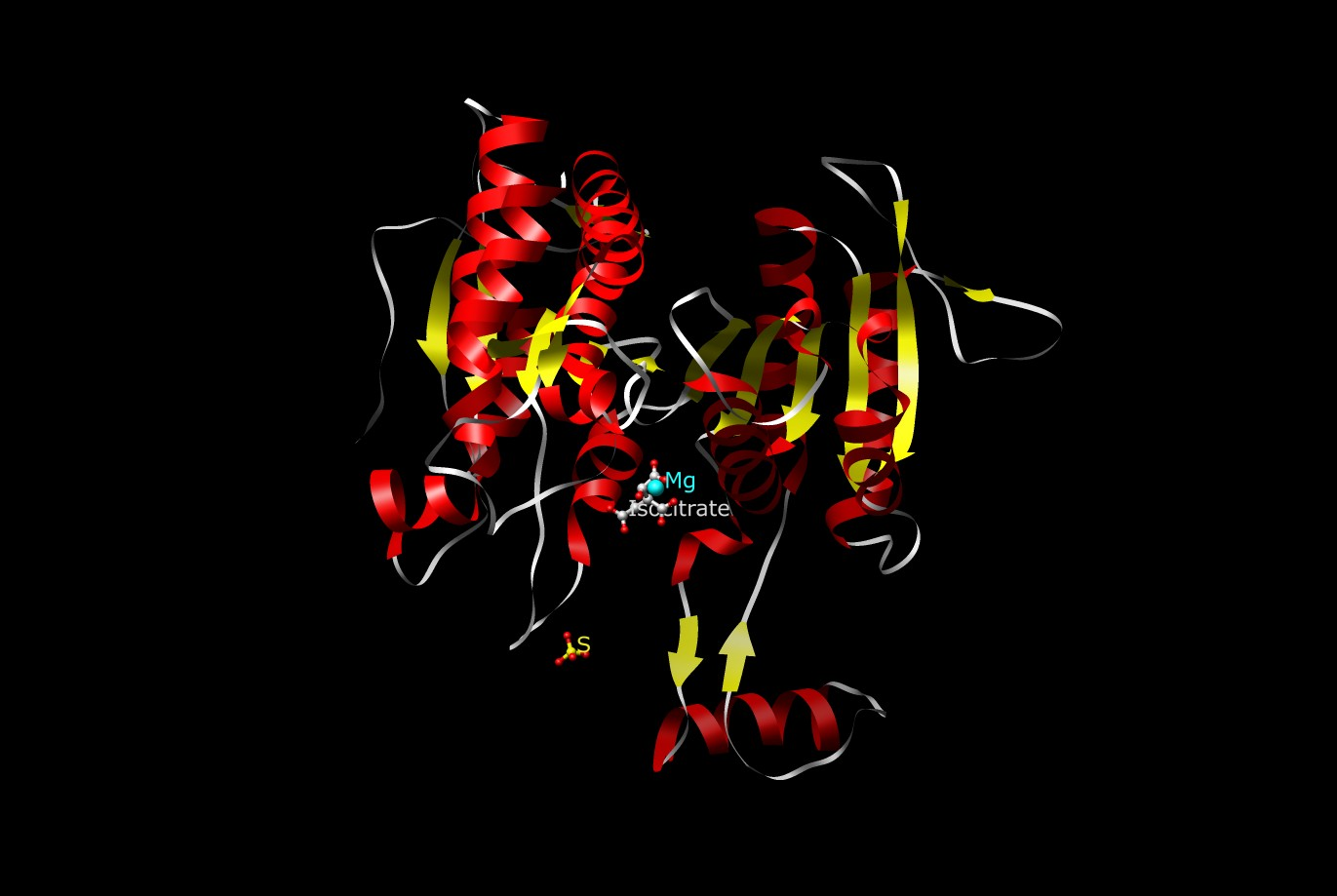
Kristallografisk struktur av E. coli isocitratdehydrogenas. Det finns tre aktiva platser. Tre isocitrat, ett isocitrat i bindningsstället för NADP +.

Isocitratdehydrogenas (IDH) (EC 1.1.1.42) och (EC 1.1.1.41) är ett enzym som katalyserar den oxidativa dekarboxyleringen av isocitrat och producerar alfa-ketoglutarat (α-ketoglutarat) och CO2. Det finns flera isoenzymer av isocitratdehydrogenas, varav ett som katalyserar tredje steget i TCA-cykeln, även känd som citronsyracykeln. Enzymet producerar alfa-ketoglutarat genom oxidativ dekarboxylering av isocitrat, vilket även ger CO2 och omvandlar NAD+ till NADH i mitokondrierna. NADH kan gå in till elektrontransportkedjan och där generera ATP. Isoformerna IDH1 och IDH2 katalyserar samma reaktion utanför sammanhanget av citronsyracykeln och använder NADP+som en kofaktor istället för NAD+. De lokaliseras till cytosolen såväl som mitokondrien och peroxisomen.

## Struktur

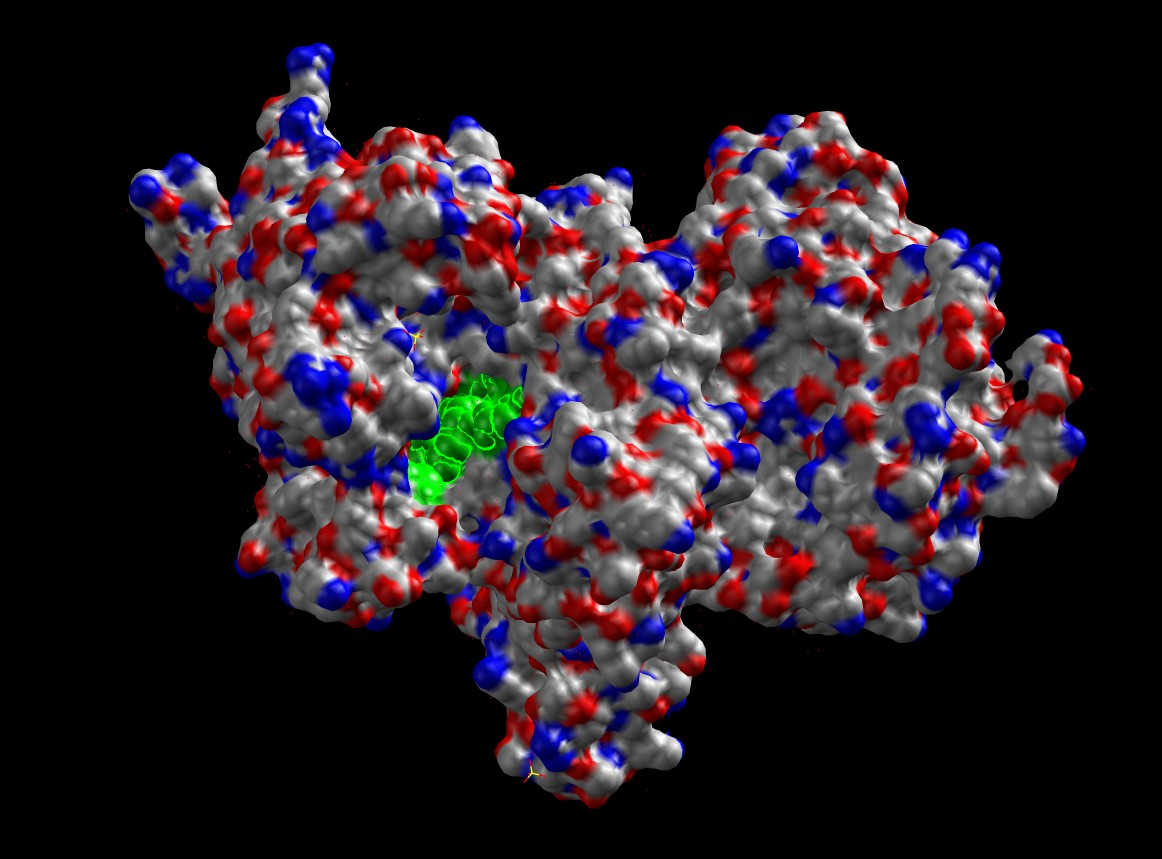
Ett aktivt ställe på det porcina NADP + -beroende enzymet (grönt). Porcinenzym är en homodimer och har en annan aktiv plats på andra sidan.

NAD-IDH består av 3 underenheter, är allosteriskt reglerad och kräver en integrerad Mg2+-eller Mn2+-jon. Den närmaste homologen som har en känd struktur är E. coli NADP-beroende IDH, som endast har 2 underenheter och en 13 procent identitet och 29 procent likhet baserat på aminosyrasekvenserna, vilket gör den olik human IDH och inte lämplig för nära jämförelse. Alla kända NADP-IDH är homodimerer. 
De flesta isocitratdehydrogenaser är dimerer, för att vara specifika, homodimerer (två identiska monomerunderenheter som bildar en dimerenhet). Vid jämförelse av C. glutamicum och E. coli, monomer respektive dimer, visade sig båda enzymerna "effektivt katalysera identiska reaktioner." C. glutamicum registrerades dock ha tio gånger så mycket aktivitet än E. coli och sju gånger mer affinitiv/specifik för NADP. C. glutamicum gynnade NADP+ framför NAD+. När det gäller stabilitet med respons på temperatur, hade båda enzymerna en liknande Tm eller smälttemperatur vid cirka 55 - 60 °C. Monomeren C. glutamicum visade emellertid en mer konsekvent stabilitet vid högre temperaturer, vilket förväntades. Dimer E. coli visade stabilitet vid en högre temperatur än normalt på grund av interaktionerna mellan de två monomera subenheterna. 
Strukturen av Mycobacterium tuberculosis (Mtb) ICDH-1 bunden med NADPH och Mn(2+)-bunden har lösts genom röntgenkristallografi. Det är en homodimer i vilken varje underenhet har ett Rossmannveck och en gemensam toppdomän av sammankopplade β-ark. Mtb ICDH-1 är mest strukturellt lik den R132H mutanta humana ICDH som finns i CNS WHO grad 4 astrocytom, tidigare klassificerade som glioblastom. I likhet med humant R132H ICDH, katalyserar Mtb ICDH-1 också bildningen av α-hydroxiglutarat.

## Reglering
IDH-steget i citronsyracykeln är ofta (men inte alltid) en irreversibel reaktion på grund av dess stora negativa förändring i fri energi. Det måste därför regleras noggrant för att undvika utarmning av isocitrat (och därför en ansamling av alfa-ketoglutarat). Reaktionen stimuleras av de enkla mekanismerna för substrattillgänglighet (isocitrat, NAD+ eller NADP+, Mg2+/Mn2+), produkthämning av NADH (eller NADPH utanför citronsyracykeln) och alfa-ketoglutarat och kompetitiv feedback hämning av ATP. Ett konserverat ncRNA uppströms om icd-genen som kodar för NADP+-beroende isocitratdehydrogenas (IDH) har rapporterats i bakteriegenom, på grund av dess egenskaper liknar detta ncRNA tidigare regulatoriska motiv som kallas riboswitcher, icd-II ncRNA-motiv har  föreslagits som en stark kandidatriboswitch.

## Katalytisk mekanism
Isocitratdehydrogenas katalyserar de kemiska reaktionerna:
Isocitrate + NAD+ {\displaystyle \rightleftharpoons } 2-oxoglutarate + CO2 + NADH + H+
Isocitrate + NADP+ {\displaystyle \rightleftharpoons } 2-oxoglutarate + CO2 + NADPH + H+
Den totala fria energin för denna reaktion är -8,4 kJ/mol.

Katalytisk mekanism för nedbrytning av isocitrat till oxalosuccinat, sedan till en slutprodukt av alfa-ketoglutarat. Oxalosuccinatmellanprodukten är hypotetisk; det har aldrig observerats i den dekarboxylerande versionen av enzymet.

## Klinisk betydelse

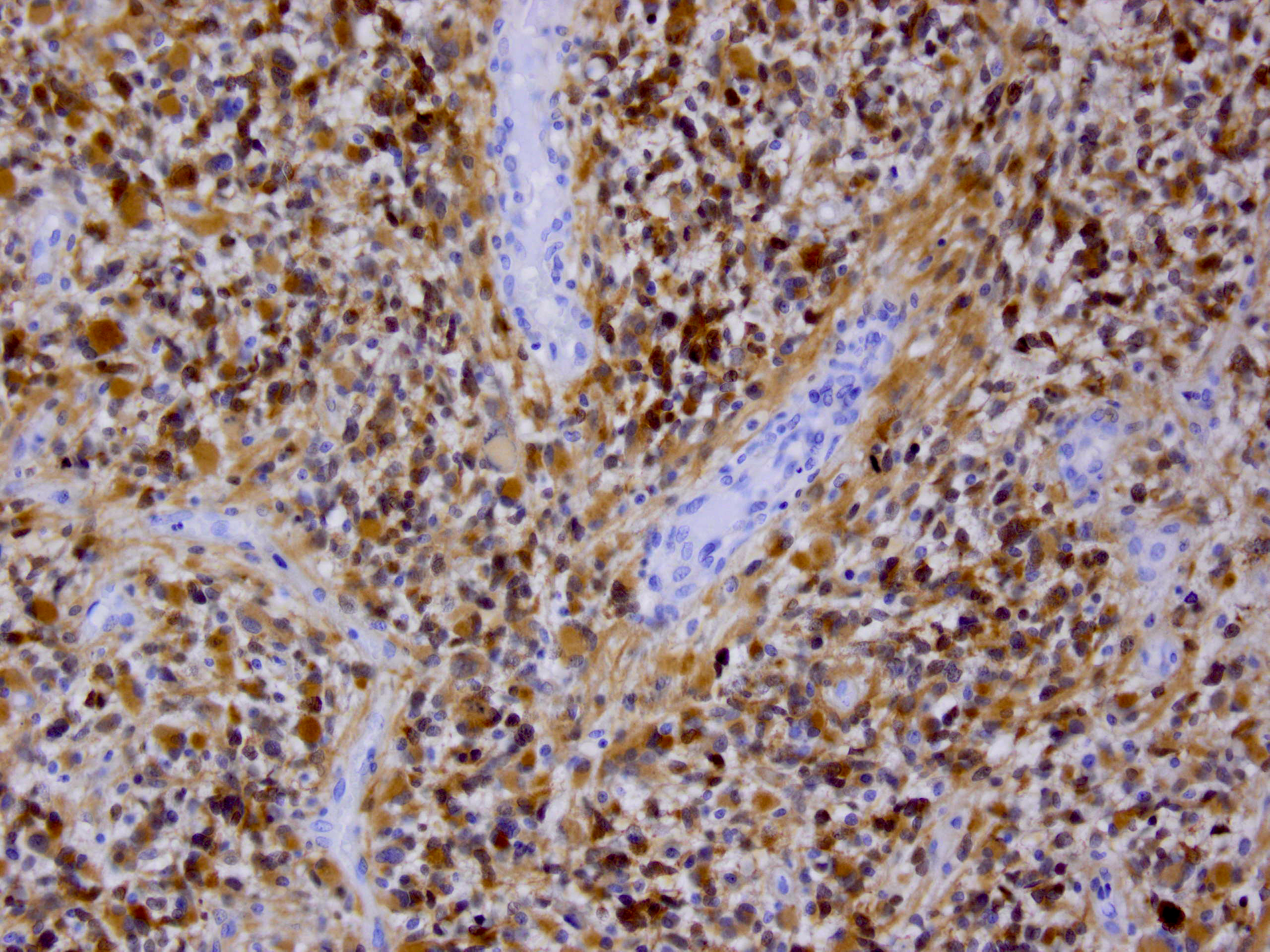
Uttryck av muterat IDH1-protein i ett fall av CNS WHO grad 4 astrocytom. Immunhistokemi med användning av en musmonoklonal antikropp riktad mot IDH1 R132H-mutationen.

Specifika mutationer i isocitratdehydrogenasgenen IDH1 har hittats i flera tumörtyper, särskilt hjärntumörer som astrocytom och oligodendrogliom. Patienter vars tumör hade en IDH1-mutation hade längre överlevnad jämfört med patienter vars tumör hade en IDH1- vildtyp. Dessutom hittades mutationer av IDH2 och IDH1 i upp till 20 procent av cytogenetiskt normal akut myeloid leukemi (AML). Dessa mutationer är kända för att producera D-2-hydroxiglutarat från alfa-ketoglutarat. D-2-hydroxyglutarat ackumuleras till mycket höga koncentrationer vilket hämmar funktionen hos enzymer som är beroende av alfa-ketoglutarat. Detta leder till ett hypermetylerat tillstånd av DNA och histoner, vilket resulterar i olika genuttryck som kan aktivera onkogener och inaktivera tumörsuppressorgener. I slutändan kan detta leda till de typer av cancer som beskrivs ovan. Somatiska mosaikmutationer av denna gen har också hittats associerade med Olliers sjukdom och Maffuccis syndrom. Nya studier har dock också visat att D-2-hydroxyglutarat kan omvandlas tillbaka till alfa-ketoglutarat antingen enzymatiskt eller icke-enzymatiskt. Ytterligare studier krävs för att till fullo förstå rollerna för IDH1-mutation (och D-2-hydroxyglutarat) i cancer. Ny forskning har belyst cancerframkallande mutationer i isocitratdehydrogenas som kan orsaka ackumulering av metaboliten D-2-hydroxyglutarate (D-2HG). Notarangelo et al. visade att så höga koncentrationer av D-2HG kunde fungera som en direkt hämmare av laktatdehydrogenas i mus-T-celler. Hämning av detta metaboliska enzym förändrade glukosmetabolismen i T-cellerna och hämmade deras proliferation, cytokinproduktion och förmåga att döda målceller.